# Insektenfresser
Die Insektenfresser (Eulipotyphla, früher Lipotyphla oder Insectivora) sind eine Ordnung der Säugetiere. Es handelt sich um eine artenreiche Gruppe relativ kleiner Tiere, die mit ihrem Gebiss an eine räuberische Lebensweise angepasst sind. Systematisch zählen sie zu den umstrittensten Säugetiergruppen und haben eine bewegte Geschichte der Einordnung hinter sich. In der hier verwendeten Systematik werden fünf Familien, die Igel (Erinaceidae), die Spitzmäuse (Soricidae), die Maulwürfe (Talpidae), die Schlitzrüssler (Solenodontidae) und die ausgestorbenen Karibischen Spitzmäuse (Nesophontidae) dazugerechnet, wobei die Zugehörigkeit der Igel zu dieser Gruppe umstritten ist. Andere Familien wie die Tenreks und die Goldmulle, die große Ähnlichkeiten im Körperbau aufweisen und früher ebenfalls als Teil dieser Gruppe betrachtet wurden, werden aufgrund molekulargenetischer Untersuchungen heute nicht mehr dazugezählt.

## Merkmale
Anders als bei vielen anderen Säugetiergruppen gibt es bei Insektenfressern keine eindeutigen diagnostischen Schlüsselmerkmale, die sie von anderen Säugetieren unterscheiden.

### Körperbau und Gliedmaßen

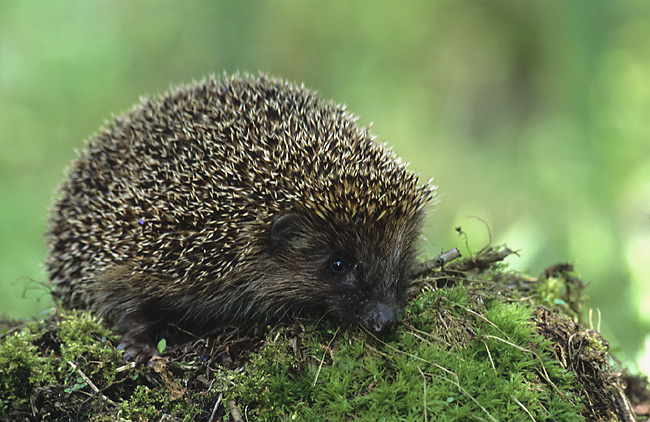
Der Braunbrustigel zeichnet sich wie andere Igel durch ein Stachelkleid als Defensivwaffe aus.

Die Kopf-Rumpf-Länge der Insektenfresser variiert zwischen 3 und 45 Zentimetern, das Gewicht zwischen 2 Gramm und 2 Kilogramm. Besonders die Spitzmäuse sind klein, die Etruskerspitzmaus zählt zu den kleinsten Säugetieren überhaupt. Zu den größten Vertretern zählen der Große Rattenigel und die Schlitzrüssler.
Das Fell ist kurz und meist weich, lediglich die Stacheligel haben an ihrer Oberseite Stacheln als wirksame Verteidigungswaffe. Die Fellfärbung ist meist in unauffälligen Grau- oder Brauntönen gehalten. Diese Tiere haben oft Hautdrüsen an den verschiedensten Körperstellen, Analdrüsen sind wohl bei allen Arten vorhanden.
Die Gliedmaßen der Insektenfresser sind kurz und außer den Grabwerkzeugen der Maulwürfe relativ unspezialisiert. Die Vorder- und Hinterbeine sind annähernd gleich lang, die Füße enden jeweils in fünf Zehen, Daumen und Großzehe können den anderen Zehen nicht gegenübergestellt werden. Die meisten Insektenfresser sind Sohlengänger.

### Kopf und Zähne
Der Schädel ist langgestreckt und flach, besonders der Gesichtsschädel ragt nach vorne. Die Schnauze ist lang und beweglich, die Augen sind meist klein und auch die Ohrmuscheln sind oft reduziert.
Die Zähne der Insektenfresser sind mit spitzen Höckern und scharfen Schmelzleisten versehen und gut an ihre fleischliche Ernährungsweise angepasst.
Die meisten Arten haben vergleichsweise viele Zähne und bei manchen Maulwürfen und Igeln ist die ursprüngliche Zahnzahl 44 der Höheren Säugetiere erhalten geblieben.
Je Kieferhälfte weist ihr Gebiss ein bis drei Schneidezähne, im Oberkiefer einen und im Unterkiefer einen oder keinen Eckzahn, zwei bis vier vordere Backenzähne und drei hintere Backenzähne auf. Insgesamt haben sie damit 26 bis 44 Zähne und es ergibt sich nebenstehende Zahnformel.
Die Anordnung und der Bau der Zähne variieren. Die Höcker der hinteren Backenzähne sind meist w-förmig (dilambdodont) und nur bei den Schlitzrüsslern v-förmig (zalambdodont) angeordnet. Generell besteht eine Tendenz zur Reduktion der Milchzähne, bei vielen Arten kommen die Neugeborenen schon mit dem bleibenden Gebiss zur Welt oder es bricht kurz danach durch.
Außer dem Plumplori (Nycticebus) und dem Schnabeltier zählen alle weiteren der wenigen giftigen Säugetiere zu den Insektenfressern. Die Schlitzrüssler und einige Spitzmausarten produzieren in der Speicheldrüse ein Nervengift, das ihnen hilft, größere Beutetiere zu überwältigen.

### Sinneswahrnehmung

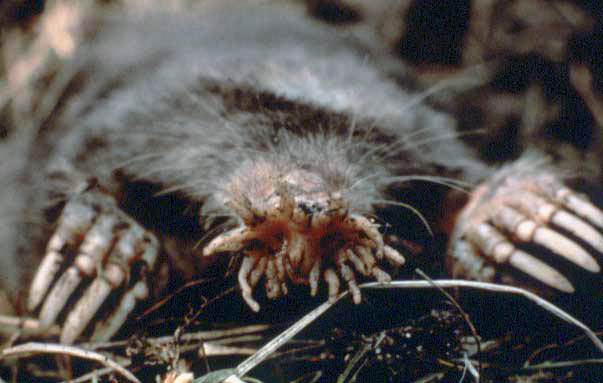
Die fingerförmigen Hautanhänge an der Schnauze des Sternmulls dienen der Wahrnehmung mechanischer und elektrischer Reize.

Die wichtigste Rolle bei der Nahrungssuche spielt der Geruchssinn, der bei den meisten Insektenfressern ausgezeichnet entwickelt ist. Auch das Gehör ist gut, viele Spitzmausarten und möglicherweise auch die Schlitzrüssler sind zur Echoortung fähig. Sie senden dabei Reihen hoher Quietschtöne aus, mit deren Hilfe sie ihren Lebensraum erkunden können. Unklar ist, ob die Echoortung auch zum Aufspüren der Beute verwendet wird. Als Tastsinnesorgan dienen lange Tasthaare im Gesicht, Maulwürfe haben zusätzliche Tasthaare am Schwanz. Die Schnauzenregion ist reich an Tastsinneszellen, besonders sensibel ist das Eimersche Organ an der Schnauze der Maulwürfe. Mit diesem Organ können sie nicht nur Tastreize, sondern auch elektrische Reize wahrnehmen. Das heißt, dass sie damit die schwachen elektrischen Felder fühlen können, die bei der Muskelbewegung der Beutetiere entstehen. Am ausgeprägtesten ist dieses Organ bei den fingerförmigen Hautanhängen des Sternmulls. Der Gesichtssinn hingegen spielt bei allen Insektenfressern nur eine untergeordnete Rolle.

### Innere Anatomie
Das Gehirn vieler Insektenfresser ist einfach gebaut und im Vergleich zur Körpermasse klein, der Riechkolben ist jedoch gut entwickelt. Das kleine Gehirn galt früher als Zeichen für ihre Urtümlichkeit, wird jedoch heute mit ihrer Lebensweise in Verbindung gebracht. Auch bei anderen Säugetiergruppen haben Arten, die vorwiegend am Boden leben und sich hauptsächlich durch den Geruchssinn orientieren, ein vergleichsweise kleines Gehirn. Bei unterirdisch oder aquatisch lebenden Arten der Insektenfresser ist das Gehirn dementsprechend größer und stärker differenziert.
Der Verdauungstrakt ist sehr einfach gebaut. Der Blinddarm fehlt stets, dieses Merkmal wurde früher zur systematischen Klassifizierung verwendet (siehe Geschichte der Systematik). Der Darm ist eine einfache Röhre und – verglichen mit der Körperlänge – sehr kurz.
Bei den Männchen liegen die Hoden stets außerhalb der Bauchhöhle in hodensackähnlichen Hautfalten, den Cremasterfalten. Ein Penisknochen ist nur bei einigen Maulwürfen vorhanden. Die Weibchen haben eine zweihörnige Gebärmutter.

## Verbreitung und Habitate
Das Verbreitungsgebiet der Insektenfresser umfasst Eurasien, Afrika sowie Nord- und Mittelamerika. In Südamerika fehlen sie mit Ausnahme der Kleinohrspitzmäuse, die den nordwestlichen Teil des Kontinents bewohnen, ebenso im australisch-ozeanischen Raum. Die Spitzmäuse sind im gesamten oben genannten Gebiet verbreitet, die Igel kommen nur in der Alten Welt (Eurasien und Afrika) vor, die Maulwürfe in Eurasien und Nordamerika. Die Schlitzrüssler und die ausgestorbenen Karibischen Spitzmäuse sind auf die Karibischen Inseln beschränkt.
Insektenfresser bewohnen eine Vielzahl von Lebensräumen und finden sich sowohl in Wäldern und Grasländern wie in trockenen Habitaten. Allzu kühle Gebiete meiden sie jedoch in der Regel.

## Lebensweise

### Lebensraum
Die meisten Insektenfresser sind terrestrisch (Bodenbewohner). Einige Arten können zwar gut klettern, ausgeprägte Baumbewohner finden sich jedoch nicht unter ihnen. Mehrere Vertreter wie Wasserspitzmäuse und Desmane sind an eine aquatische Lebensweise angepasst. Sie können gut schwimmen und zeigen mit Schwimmhäuten, abgeplattetem Schwanz und wasserabweisendem Fell Anpassungen an diese Lebensform. Viele Arten der Maulwürfe, aber auch einige Spitzmäuse führen eine unterirdisch grabende Lebensweise.

### Sozialverhalten und Aktivitätszeiten
Das Sozialverhalten der meisten Arten ist wenig ausgeprägt, die meisten Insektenfresser leben außerhalb der Paarungszeit einzelgängerisch. Oft sind sie territorial und reagieren sehr aggressiv auf Artgenossen, es kann bei Begegnungen auch zu Kämpfen kommen.
Einige Arten sind sowohl tag- als auch nachtaktiv, andere hingegen begeben sich vorwiegend während der Nacht auf Nahrungssuche. Als Ruheplätze graben sie eigene Baue oder übernehmen die anderer Tiere oder verwenden andere geschützte Plätze wie Felsspalten, Erdlöcher oder ähnliches. Oft legen sie darin ein Nest aus getrockneten Blättern und Gräsern an. Einige kulturfolgende Arten sind auch in menschlichen Behausungen zu finden. Kurze Perioden mit leichter Körperstarre (Torpor) kommen bei manchen Arten, beispielsweise einigen Spitzmäusen, vor. Die Igel in gemäßigten Gebieten halten einen längeren Winterschlaf.

### Ernährung

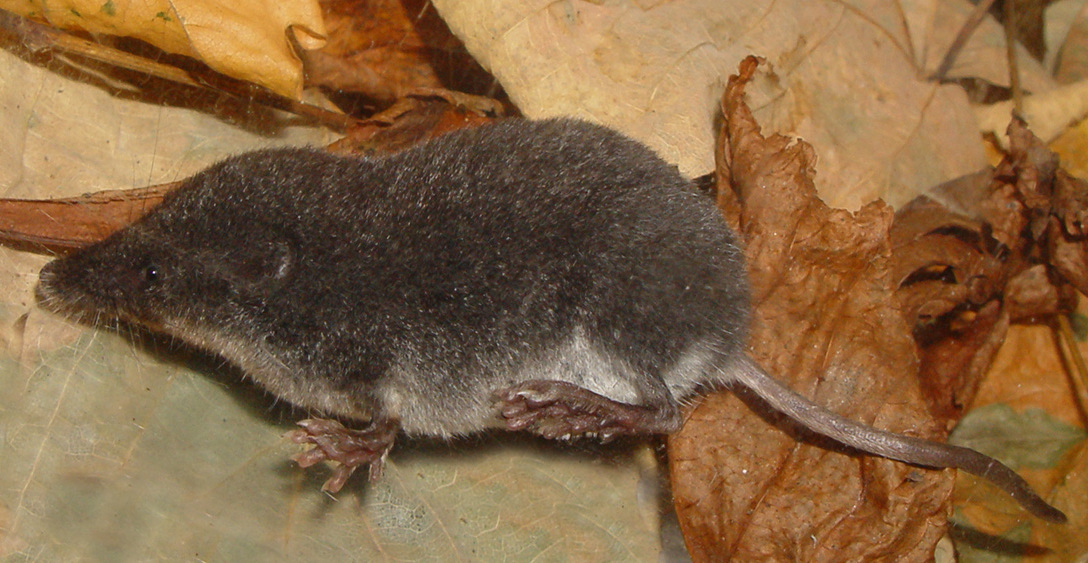
Spitzmäuse ernähren sich wie die meisten Insektenfresser vorwiegend von Insekten und anderen Wirbellosen

Insektenfresser ernähren sich vorwiegend von Insekten und deren Larven, anderen Gliederfüßern und verschiedenen Würmern. Manchmal nehmen sie auch kleine Wirbeltiere (Schlangen, Echsen, Frösche, Fische und andere) und Aas zu sich. In geringem Ausmaß verzehren sie auch pflanzliches Material wie Früchte, Samen und Nüsse.

### Fortpflanzung
Die Fortpflanzung der Insektenfresser ist variabel. Generell sind die Neugeborenen jedoch Nesthocker, sie kommen nackt und blind zur Welt, wachsen aber schnell. Die Tragzeit liegt zwischen 20 und 50 Tagen. Die Wurfgröße ist nicht nur von der Art abhängig, sondern kann auch innerhalb einer Art je nach Jahreszeit (bei mehreren Würfen pro Jahr) und nach Verbreitungsgebiet variieren. Schlitzrüssler bringen meist nur ein bis zwei Jungtiere zur Welt, bei manchen Igel- und Spitzmausarten können es bis zu zehn, in Ausnahmefällen auch mehr sein.
Nach einer bis drei Wochen öffnen die Jungtiere die Augen, nach drei bis acht Wochen werden sie entwöhnt. Die Geschlechtsreife kann bei Spitzmäusen schon nach zwei bis drei Monaten eintreten, bei den übrigen Vertretern meist im zweiten Lebenshalbjahr.

## Insektenfresser und Menschen

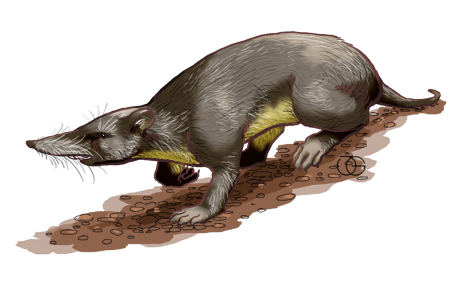
Die Karibischen Spitzmäuse sind im 2. Jahrtausend, möglicherweise erst im 20. Jahrhundert, ausgestorben.

Insektenfresser wurden und werden vom Menschen weder besonders genutzt noch als Schädling oder Gefahr betrachtet, sodass sie selten bejagt wurden. Auch in der Heimtierhaltung spielen sie mit Ausnahme des Weißbauch-Zwergigels keine Rolle. Die heutigen Bedrohungen für diese Tiere gehen vorrangig von der Zerstörung ihres Lebensraumes und der Einschleppung von Neozoen in ihre Heimatregionen aus. Besonders gefährdet sind dabei wie bei anderen Säugetiergruppen Arten, die auf kleinen Inseln endemisch sind.
Zu den Arten, die in den letzten Jahrtausenden ausgestorben sind, zählen die Karibischen Spitzmäuse, zwei Schlitzrüsslerarten sowie die Vertreter der Spitzmausgattung Nesiotites, die auf einigen Mittelmeerinseln heimisch waren. Die IUCN listet 17 Arten als „vom Aussterben bedroht“ (critically endangered) und 86 weitere als stark gefährdet (endangered) oder gefährdet (vulnerable). Für viele Arten fehlen aber genaue Daten.

## Systematik
Lange Zeit dienten die Insektenfresser als „taxonomischer Papierkorb“, in welchem sämtliche Gruppen eingeordnet wurden, über deren Zugehörigkeit man sich im Unklaren war. Äußere Merkmale dieser Gruppen waren unter anderem ein scharfes „Insektenfressergebiss“. Insgesamt wurden die Insektenfresser lange Zeit als basale Gruppe der Plazentatiere betrachtet. Nach dieser Sichtweise galten sie als „primitive“ Überbleibsel der mesozoischen Säugetiere, aus denen sich die meisten anderen heutigen Taxa entwickelt hätten. Zwar haben sie einige urtümliche Säugetiermerkmale bewahrt und sind eine stammesgeschichtlich alte Gruppe, sind jedoch an ihren Lebensraum und ihre Lebensweise hervorragend angepasst und keineswegs eine „primitive“ Gruppe. Exaktere morphologische Diagnosen und molekulargenetische Untersuchungen haben dazu beigetragen, die äußere und innere Systematik aufzuhellen, wenn auch noch nicht in allen Punkten Einstimmigkeit herrscht.

### Geschichte der Systematik

#### „Insectivora“
Carl von Linné ordnete 1758 die ihm bekannten Insektenfresser (Europäischer Igel, Europäischer Maulwurf und einige Spitzmäuse) in seinem Werk Systema naturae in die Ordnung der „Bestiae“. Diese Gruppe war durch eine lange Schnauze charakterisiert und enthielt unter anderem auch Schweine und Gürteltiere. Johann Karl Wilhelm Illiger fasste Igel, Spitzmäuse, Maulwürfe mit Desmanen, Tenreks und Goldmullen zusammen, für diese Ordnung prägte Thomas Edward Bowdich 1821 den wissenschaftlichen Namen Insectivora („Insektenfresser“). Johann Andreas Wagner fügte 1855 auch die Spitzhörnchen, die Rüsselspringer und die Riesengleiter dieser Ordnung hinzu, deren Formenspektrum sich damit beträchtlich erweiterte.

#### „Lipotyphla“ und „Menotyphla“

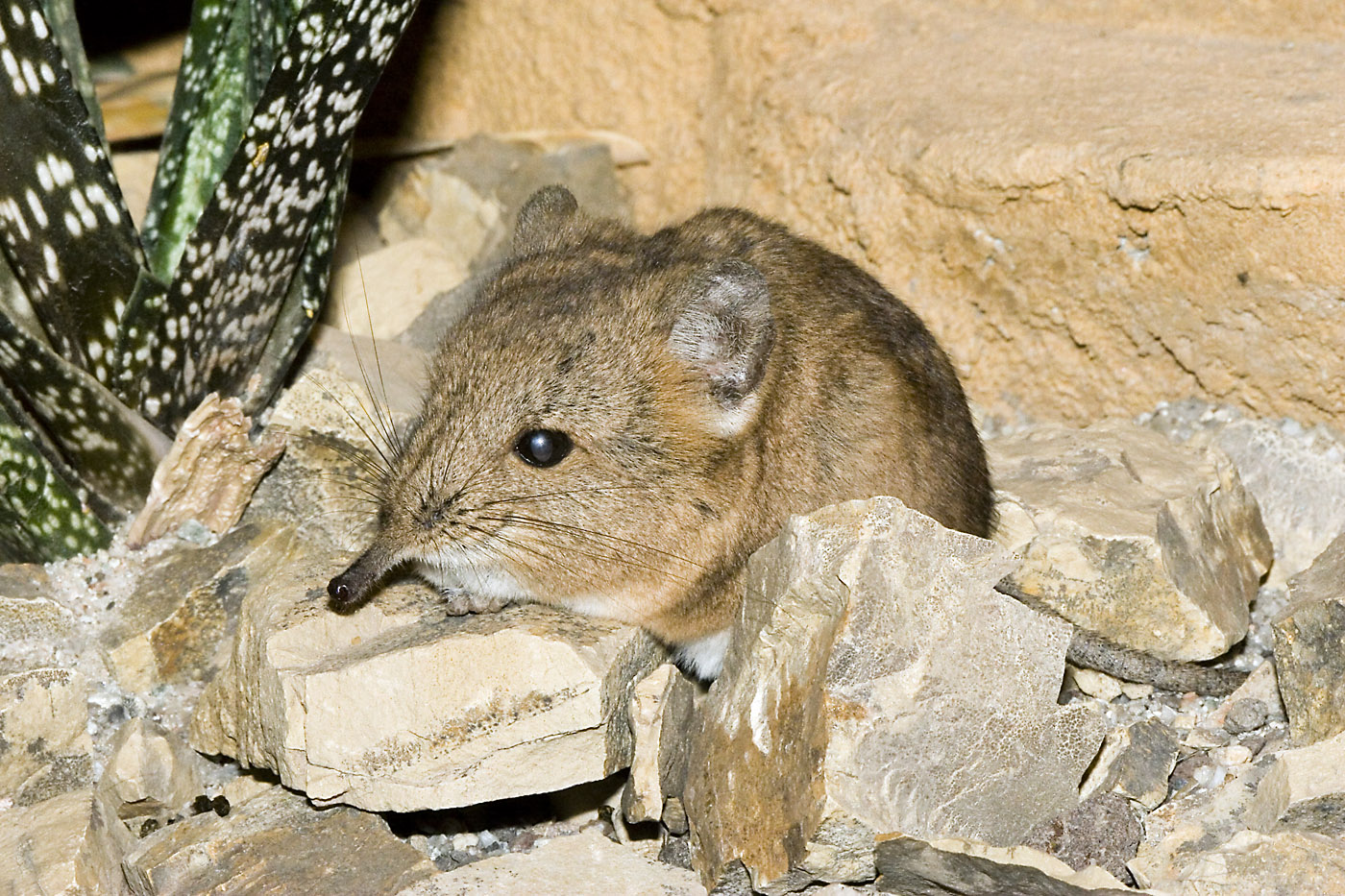
Rüsselspringer galten unter dem Namen „Menotyphla“ als Verwandte der Insektenfresser

Ernst Haeckel teilte 1866 anhand von Beobachtungen, wonach einige dieser Tiere einen Blinddarm besaßen und andere nicht, die Insektenfresser in zwei Gruppen: die blinddarmlosen Lipotyphla (Igel, Spitzmäuse, Maulwürfe, Schlitzrüssler, Tenreks und Goldmulle) und die mit Blinddarm versehenen Menotyphla (Spitzhörnchen, Rüsselspringer und Riesengleiter). Immer wieder gab es Bestrebungen, Lipotyphla und Menotyphla vollständig zu trennen, so wurden erstere manchmal als Verwandte der Raubtiere und zweitere als Verwandte der Primaten betrachtet. Andere Wissenschaftler hielten an der Einheit der Insektenfresser als ganzes fest.

#### Das Ende der „Menotyphla“
Schon Ende des 19. Jahrhunderts wurden die Riesengleiter als eigene Ordnung Dermoptera aus den Menotyphla ausgegliedert, sodass nur noch Spitzhörnchen und Rüsselspringer dazu gezählt wurden. Obwohl diese beiden Gruppen einige Gemeinsamkeiten im Bau des Schädels besitzen, erkannte man schließlich, dass sich diese Tiere in ihrer Morphologie deutlich von den Lipotyphla unterscheiden und auch keine natürliche Gruppe darstellen. Spätestens seit den 1970er-Jahren werden daher die beiden Gruppen als jeweils eigene Ordnungen geführt: die Spitzhörnchen als Scandentia und die Rüsselspringer als Macroscelidea. Jüngere molekulargenetische Untersuchungen unterstützen diese Trennung: Die Rüsselspringer werden heute in die Gruppe der Afrotheria eingeordnet und die Riesengleiter und Spitzhörnchen bilden mit den Primaten das Taxon der Euarchonta, sind also allesamt mit den Insektenfressern nicht nahe genug verwandt, um mit ihnen eine gemeinsame Ordnung zu bilden.

#### Das Ende der „Lipotyphla“

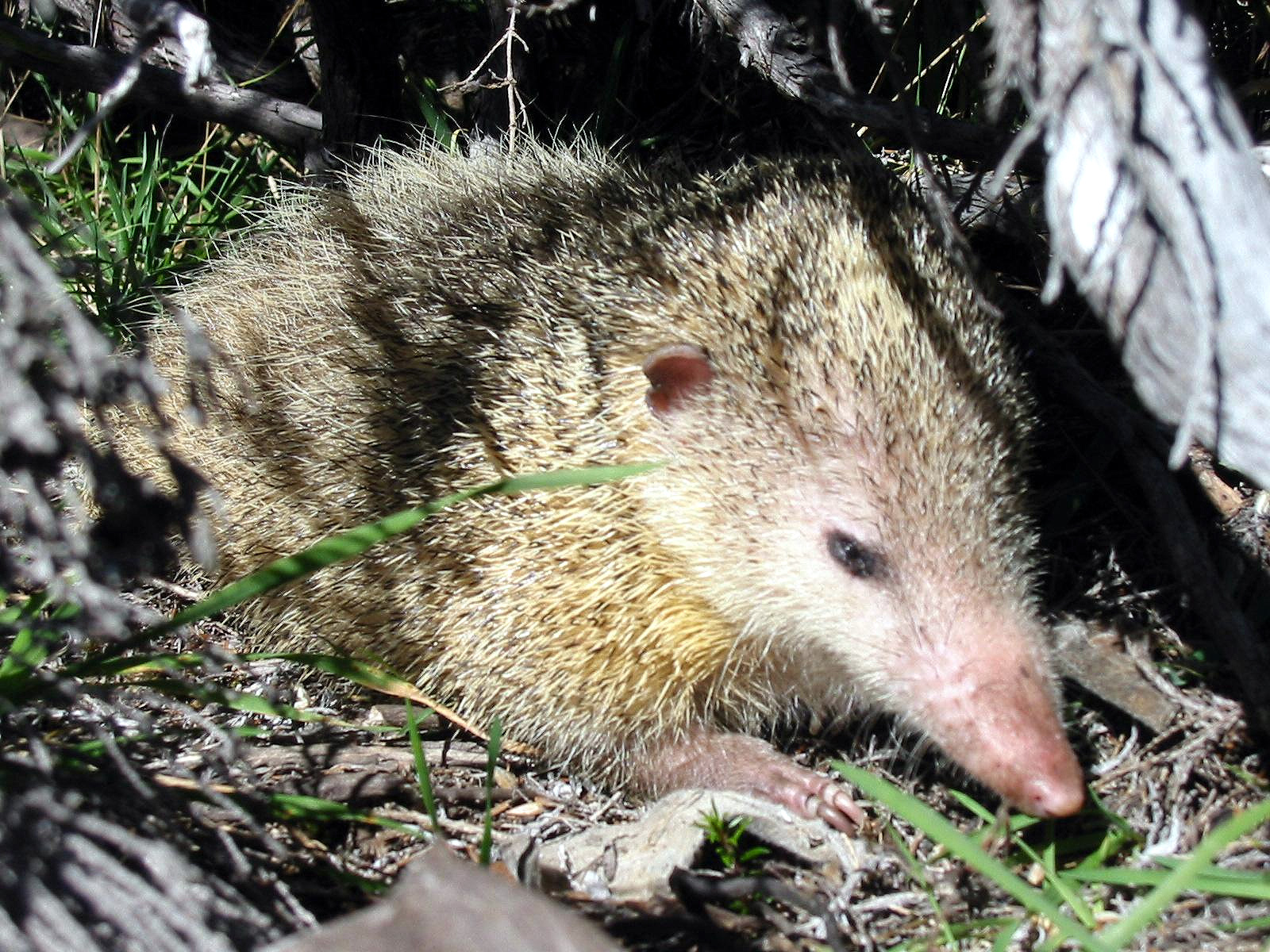
Tenreks sind trotz großer Ähnlichkeiten im Körperbau laut molekularen Untersuchungen nicht mit den Insektenfressern verwandt

Auch wenn eindeutige diagnostische Schlüsselmerkmale fehlten, galten doch die Lipotyphla aufgrund großer morphologischer Übereinstimmungen als natürliche Gruppe. Als Synapomorphien (gemeinsame abgeleitete Merkmale) dieser Gruppe galten der fehlende Blinddarm, der einfache Bau des Darms, die Reduktion der Schambeinfuge und das Ausdehnen des Oberkieferknochens (Maxilla) in die Augenhöhle (Orbita). Molekulargenetische Untersuchungen widersprechen jedoch dem morphologischen Befund. Mark Springer et al. stellten 1997 erstmals die Goldmulle außerhalb der Insektenfresser und ordnete sie in die Afrotheria, ein. Im darauffolgenden Jahr erkannten Michael Stanhope et al., dass auch die Tenreks in diese Gruppe gehören und mit den Goldmullen ein gemeinsames Taxon (Tenrekartige) bilden, für das der Name Afrosoricida (manchmal auch Tenrecomorpha oder Tenrecoidea) geprägt wurde. Zahlreiche folgende molekulare Untersuchungen haben diese Ergebnisse bestätigt. Für die übrig gebliebenen Insektenfresser (Igel, Spitzmäuse, Maulwürfe, Schlitzrüssler und Karibische Spitzmäuse) führten Waddell, Okada & Hasegawa, 1999 die Bezeichnung Eulipotyphla („richtige“ Lipotyphla) ein.

#### Das Ende der „Eulipotyphla“?
Analysen mitochondrialer Gene führten Suzette Mouchaty et al. zu dem Schluss, dass auch die Igel nicht mit den übrigen Insektenfressern verwandt seien. Sie sahen in ihnen die basale Gruppe der Höheren Säugetiere, die die Schwestergruppe aller übrigen Vertreter dieses Taxons bilden. Weitere Untersuchungen bestätigten diese Ergebnisse und führten zur Aufteilung der Insektenfresser in Erinaceomorpha (Igel) und Soricomorpha (Spitzmäuse, Maulwürfe, Schlitzrüssler und Karibische Spitzmäuse).
Es gibt jedoch Kritik an diesen Untersuchungen. Besonders mitochondriale DNA-Sequenzen haben bei diesen Tieren eine schnelle Evolution mit einer hohen Mutationsrate durchlaufen und unterscheiden sich deshalb genetisch stärker von ihren nächsten Verwandten als diese sich von weiter entfernten Arten. Nachfolgende Analysen, unter anderem von Zellkerngenen und auch von mitochondrialen Genen, bestätigten die Zugehörigkeit der Igel zu den Insektenfressern und die Monophylie der Eulipotyphla. Auch wenn diese Ansicht umstritten ist, gewinnt sie doch immer mehr an Evidenz.

### Äußere Systematik
Aufgrund molekulargenetischer Untersuchungen werden die Insektenfresser heute in die Gruppe der Laurasiatheria eingeordnet. Diese artenreiche, vielgestaltige Gruppe ist nach ihrem mutmaßlichen Ursprungsort, dem Kontinent Laurasia, benannt und umfasst unter anderem auch die Fledertiere, Unpaarhufer, Paarhufer und Wale (Cetartiodactyla) sowie Raubtiere. Die Position der Insektenfresser innerhalb der Laurasiatheria ist umstritten. Am häufigsten erscheint ihre Stellung als Schwestergruppe aller übrigen Vertreter dieser Gruppe, die dann als Scrotifera zusammengefasst werden. Nach Meinung einiger Wissenschaftler könnten sie aber auch mit den Fledertieren ein Taxon Insectiphillia bilden.

### Innere Systematik

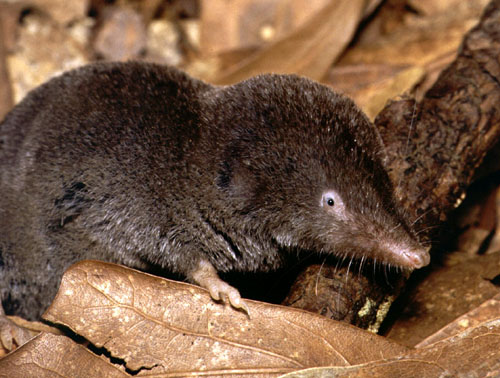
Spitzmäuse stellen rund 350 der 450 bekannten Insektenfresserarten

Die Insektenfresser umfassen rund 450 Arten und bilden damit nach den Nagetieren und Fledertieren die drittgrößte Ordnung in Bezug auf die Artenanzahl. Nach der hier verwendeten Systematik werden fünf Familien zu den Insektenfressern gezählt: die Igel (Erinaceidae), die Maulwürfe (Talpidae), die Spitzmäuse (Soricidae), die Schlitzrüssler (Solenodontidae) und die ausgestorbenen Karibischen Spitzmäuse (Nesophontidae).
Vermutungen über die Abstammungsverhältnisse innerhalb der Insektenfresser waren ebenso umstritten und vielschichtig wie die Frage nach der Zusammensetzung der Gruppe. Aufgrund äußerer Merkmale wurden die Familien einschließlich der heute nicht mehr zu den Insektenfressern gezählten Taxa auf verschiedenste Weise in Überfamilien oder Unterordnungen zusammengefasst. (So galt beispielsweise lange Zeit eine nahe Verwandtschaft zwischen Tenreks und Schlitzrüsslern aufgrund des ähnlichen Baus der Backenzähne als wahrscheinlich, ebenso wie ein Schwestergruppenverhältnis von Spitzmäusen und Maulwürfen.)
Auch aufgrund biogeographischer Gründe scheint eine nahe Verwandtschaft zwischen Schlitzrüsslern und den wenig bekannten Karibischen Spitzmäusen wahrscheinlich. Das gemeinsame Taxon beider Gruppen dürfte sich bereits in der Kreidezeit von den übrigen Gruppen abgespalten haben und das Schwestertaxon der anderen Insektenfresser bilden. Innerhalb der übrigen Gruppen kamen molekulare Untersuchungen zu dem etwas überraschenden (und morphologisch nicht unterstützten) Ergebnis, dass Igel und Spitzmäuse nah verwandt und die Maulwürfe die Schwestergruppe der beiden sind. Auch aufgrund der umstrittenen Stellung der Igel herrscht jedoch noch keine Einigkeit über diese Sichtweise.
Die vermuteten Abstammungsverhältnisse innerhalb der Insektenfresser können somit in folgendem Kladogramm wiedergegeben werden:
|      | Talpidae (Maulwürfe)                                                          |
|      |                                                                               |
| N.N. | \| \| Erinaceidae (Igel) \| \| \| \| \| \| Soricidae (Spitzmäuse) \| \| \| \| |
|      | \| \| Erinaceidae (Igel) \| \| \| \| \| \| Soricidae (Spitzmäuse) \| \| \| \| |
|      | Erinaceidae (Igel)                                                            |
|      |                                                                               |
|      | Soricidae (Spitzmäuse)                                                        |
|      |                                                                               |

|  | Erinaceidae (Igel)     |
|  |                        |
|  | Soricidae (Spitzmäuse) |
|  |                        |

|  | Solenodontidae (Schlitzrüssler)         |
|  |                                         |
|  | Nesophontidae † (Karibische Spitzmäuse) |
|  |                                         |

|      | Talpidae (Maulwürfe)                                                          |
|      |                                                                               |
| N.N. | \| \| Erinaceidae (Igel) \| \| \| \| \| \| Soricidae (Spitzmäuse) \| \| \| \| |
|      | \| \| Erinaceidae (Igel) \| \| \| \| \| \| Soricidae (Spitzmäuse) \| \| \| \| |
|      | Erinaceidae (Igel)                                                            |
|      |                                                                               |
|      | Soricidae (Spitzmäuse)                                                        |
|      |                                                                               |

|  | Erinaceidae (Igel)     |
|  |                        |
|  | Soricidae (Spitzmäuse) |
|  |                        |

|  | Solenodontidae (Schlitzrüssler)         |
|  |                                         |
|  | Nesophontidae † (Karibische Spitzmäuse) |
|  |                                         |

### Fossil- und Stammesgeschichte
Das Fehlen eindeutiger diagnostischer Merkmale bewirkt auch eine große Unsicherheit in Bezug auf die Fossil- und Stammesgeschichte der Insektenfresser. Fossilien, die nicht eindeutig als nahe Verwandte der rezenten Formen identifiziert werden können, sind daher in den meisten Fällen umstritten.
Mehrere Gruppen, die mögliche Vorfahren oder Verwandte der Insektenfresser darstellen, sind schon aus der Kreidezeit und dem Paläozän bekannt, wie die Leptictida, die Palaeoryctidae und die Nyctitheriidae. Litolestes, ein Verwandter der Igel aus dem Oberen Paläozän vor etwa 60 bis 56 Millionen Jahren, ist der älteste bekannte, relativ sichere Vertreter der Insektenfresser. Er lebte in Nordamerika, ebenso wie der igelförmige Leipsanolestes aus dem Unteren Eozän, der vermutlich auch zu den Vorfahren oder Verwandten der Insektenfresser gehörte. Spitzmäuse sind seit dem mittleren und Maulwürfe seit dem späten Eozän belegt. Spätestens im Oligozän und Miozän sind Formen dieser drei Gruppen aus allen Kontinenten ihres heutigen Verbreitungsgebietes bekannt, lediglich Südamerika dürften die Spitzmäuse erst im Pliozän erreicht haben, als sich die Landverbindung des Isthmus von Panama schloss. Von Schlitzrüsslern und Karibischen Spitzmäusen gibt es keine Fossilienfunde, die älter als das Pleistozän sind.